# Alagadiço (Sergipe)
Alagadiço é um povoado do município brasileiro de Frei Paulo, na região agreste do interior do estado de Sergipe, conhecido pela sua história envolvendo o cangaço com as passagens de Lampião e Zé Baiano e pelas festas religiosas. Segundo o IBGE, em 2022 o povoado possuía 1.443 habitantes, 571 domicílios, uma área de 453,380m² e densidade demográfica de 3182 pessoas por km². 

## História

### Período pré-cabralino e colonial
Como o restante do oeste central sergipano, antes da colonização portuguesa e holandesa do Brasil, a região de Alagadiço era habitada por índios Kiriris, parte do tronco linguístico Macro-Jê. Durante o período colonial, a região foi gradativamente ocupada por exploradores e fazendeiros portugueses que buscavam terras favoráveis para a agricultura e pecuária, expulsando os povos indígenas que ali viviam. As ultimas aldeias indígenas da microrregião de Carira chegaram ao seu fim durante o final do século XIX.

### Origem
Já no século XVII, exploradores vindos da zona costeira limpavam as matas em direção ao sertão e fundavam fazendas, uma das primeiras fazendas a serem criadas na região foi a Batequerê (fundada em meados do século XVII), localizada 4 quilômetros ao norte de Alagadiço. Os primeiros agricultores e criadores de gado a se estabelecerem mais ao sul, onde hoje é Alagadiço, chegaram durante o início do século XIX, sendo em sua maioria famílias vindas de povoados do vale de Itabaiana, como Caraíbas e Flechas. A origem do local como povoado em si se deu pouco mais tarde, em meados do século XIX, durante as últimas décadas do período imperial, época em que Alagadiço ainda era parte do município de Itabaiana; quando escravos e ex-escravos fugidos dos engenhos do vale do rio Cotinguiba, atual município de Laranjeiras, se estabeleceram nos arredores das serras do povoado, fundando um quilombo. O livro de batismos dos anos 1867 a 1874 da paróquia de Santo Antônio e Almas consta que diversos batismos ocorreram na capela de Alagadiço durante os anos registrados. Nessa época as porções das matas de Itabaiana que ainda não tinham sido desmatadas e ocupadas por fazendeiros eram habitadas por indígenas comandados pelo líder "Imbiracema".

### Antonio Conselheiro e a guerra de Canudos
Em 1874, o líder messiânico cearense Antonio Conselheiro, que duas décadas depois viria a fundar a vila de Belo Monte (Canudos), viajava pelo nordeste brasileiro pregando, construindo e reformando igrejas e cemitérios, e recebendo fiéis seguidores. No mesmo ano, ele atravessou o rio São Francisco vindo de Alagoas e adentrou Sergipe, durante sua passagem pelo estado, Antonio Conselheiro acompanhado por seu séquito esteve brevemente no povoado de Alagadiço, ao seguir o percusso entre a Gameleira, Carira, e a então vila de São Paulo (Frei Paulo).
Na década de 1890 o veterano da Guerra de Canudos João Sabino dos Santos, que tinha lutado no conflito em uma expedição sob a liderança do coronel Antônio Moreira César, desertou do exército brasileiro e se mudou para Alagadiço, que ficava a cerca de 185 quilômetros a leste do local da batalha. No final de 1897, o governo brasileiro buscou desertores da guerra com o objetivo de puni-los pelos seus crimes, temendo a prisão do marido, a esposa de João Sabino, uma devota mulher católica chamada Angélica dos Santos, fez uma promessa religiosa a Nossa Senhora da Conceição pedindo a liberdade de seu marido, como ele não foi preso, o casal cumpriu a promessa construindo uma nova capela e realizando uma novena anual para a santa. Nossa Senhora da Conceição é até hoje a padroeira do povoado.

### Cangaço
Nas décadas de 1920 e 1930, Alagadiço foi palco de múltiplos saques e roubos por parte do grupo de Lampião, incluindo o próprio Virgulino, que esteve no povoado 4 vezes entre 1929 e 1936. Os cangaceiros se interessavam na posição geográfica privilegiada do povoado, que possuía serras cercadas por planícies aos seus arredores, permitindo uma visão ampla de qualquer força policial que tentasse adentrar a região com o objetivo de combater o bando de Virgulino. A presença do cangaço em Alagadiço teve fim em 7 de junho de 1936, quando os cangaceiros José Aleixo Ribeiro da Silva (Zé Baiano), Acilino, Demudado e Chico Peste foram mortos em uma emboscada realizada por locais nas proximidades da fazenda Lagoa Nova. A morte dos cangaceiros foi orquestrada por Antônio de Chiquinho, um ex-coiteiro de Zé Baiano, Pedro Sebastião de Oliveira, Pedro Francisco, Antônio de Souza Passos, José Francisco Pereira, José Francisco de Souza. No são joão daquele ano, alguns dias após a execução, a informação que até então era guardada em segredo foi revelada por um familiar de um dos envolvidos, a notícia logo chegou ao governador de Sergipe, Erônides de Carvalho.
No dia 26 de junho de 1936, uma equipe de perícia e o chefe de polícia do estado, Osvaldo Nunes dos Santos, se dirigiram de Aracaju ao local onde os corpos estavam enterrados para realizar uma exumação e verificar se os restos mortais realmente pertenciam aos cangaceiros, o que foi confirmado. Temendo uma vingança por parte de Lampião, Antônio de Chiquinho organizou uma volante com jovens do próprio povoado, fez furos nas paredes da própria casa, de onde planejava se defender, e cavou trincheiras nas estradas que davam acesso ao local. No dia 2 de setembro de 1936, Lampião visitou o local da morte de Zé Baiano com um grande grupo de cangaceiros o acompanhando, mas não invadiu Alagadiço devido a rumores de que o povoado teria recebido um canhão Holandês do governo do estado, informação errônea espalhada propositalmente com o intuito de amedontrar o cangaceiro.

## Economia
Desde a sua origem, o povoado tem uma economia baseada na agricultura familiar e pecuária. No início e meados do século XIX, a economia era predominantemente baseada na agricultura de subsistência. Com o início da guerra civil nos Estados Unidos, o bloqueio naval da marinha de Abraham Lincoln nos portos da confederação impedia a exportação de algodão do sul estadunidense para a Europa. O aumento do preço do produto causado pela alta demanda européia tornou o cultivo do algodão na região das matas de Itabaiana economicamente lucrativo para os fazendeiros e latifundiários que possuíam terras ali, como Cassimiro da Silva Melo, latifundiário Itabaianense que era dono de vastos perímetros em Alagadiço e Frei Paulo.
Duas décadas após a guerra, no final dos anos 1880, o empresário, fazendeiro, industrialista e vereador de Itabaiana Godchaux Ettinger (Osthouse, Alsácia, França, 16 de abril de 1836 - Laranjeiras, Sergipe, Brasil, 26 de outubro de 1917), um imigrante judeu asquenaze francês que tinha se mudado para Sergipe em 1880, abriu na então vila de Frei Paulo um fábrica de desencaroçar algodão, alavancando ainda mais a indústria algodoeira em Alagadiço e nas matas de Itabaiana. Esses fatores fizeram com que o algodão se tornasse o principal produto agrícola plantado no povoado e entornos até os anos 40. Na segunda metade do século XX, a produção de mandioca e farinha de mandioca processada em casas de farinha passou a ser o foco ecônomico; na atualidade, a economia do povoado é baseada no plantio de milho e na pecuária por meio da criação de gado.

## Clima
Alagadiço é localizado no agreste nordestino, uma zona de transição entre a úmida mata atlântica e o semiárido da caatinga. O período chuvoso ocorre entre os meses de maio e agosto, mesma época em que se dá início ao plantio do milho, e o período de seca ocorre entre os meses de setembro a abril. O sistema de classificação climática Koppen classifica Alagadiço como uma savana tropical de verão seco.

## Geografia
A sede do povoado fica a uma altitude de 308 metros acima do nível do mar, cercado por duas serras, a serra campina, a seu leste, e a serra preta, ao seu oeste, com cumes de 537 e 523 metros respectivamente. Nas serras de Alagadiço ficam as nascentes de vários rios e riachos que alimentam os rios Vaza-barris e Sergipe.

## Religião e cultura

### Religião
Alagadiço tem uma população majoritariamente cristã, sendo a maior parte desta seguidores da igreja católica romana, e o restante adeptos de diversas igrejas protestantes; fora do cristianismo, o povoado conta com uma minoria que segue religiões de matriz africana ou nenhuma religião. O povoado possui uma igreja católica, a igreja de Nossa Senhora da Conceição, onde ocorrem as novenas anuais durante a primeira semana de dezembro, além de possuir uma paróquia própria e um salão paroquial que funciona na mesma construção em que morava Antônio de Chiquinho, até o início dos anos 2020 o salão paroquial ainda tinha os furos feitos em 1936 em sua parede frontal. O povoado também conta com duas igrejas protestantes, uma pertencente a Assembleia de Deus e uma a Congregação Cristã no Brasil.

### Cultura e lazer
Alagadiço possui uma tradicional banda de pífano, um museu dedicado a história do cangaço no povoado, uma biblioteca (no museu), diversos restaurantes, o campo de futebol Aroaldo Oliveira e a praça Nossa Senhora da Conceição.